# 인헤리턴스 (소설)
《인헤리턴스》(Inheritance)는 2011년에 발표된 크리스토퍼 파올리니의 판타지 소설로, 《유산 시리즈》의 네 번째 작품이다.